# Вараждински генералат
Вараждински генералат је био посебна војно-управна област у саставу Војне крајине, која је представљала одбрамбени кордон Хабзбуршке монархије према Османском царству. Установљен је током 16. века, у склопу реформе старог система одбране, а обухватао је пограничну област између река Саве и Драве. Генералат је називан Вараждинским по томе што се генерална команда те крајишке области налазила у граду Вараждину (од 1595. године), а такође је био познат и под називом Славонска крајина, пошто се поменута област у то време називала Горњом Славонијом.

## Историја
Територијално организовање Вараждинског генералата започето је досељавањем српског становништва из суседних области које су биле окупиране од стране Османлија. Православни Срби су се доселили на опустошено и расељено подручје, на којем је претходно живео католички словенски народ кајкавског наречја, који се у изворима из тог времена назива "Словинци" (стари Славонци). Године 1630. Фердинанд II (тадашњи цар Светог римског царства), на захтев Срба да сачувају своје претходне повластице, од којих су прве још из 15. века, издао је Влашки статут (Statuta Valachorum), који је такође утицао на територијализацију Вараждинског генералата.
У почетку, Вараждински генералат су сачињавале три капетаније са средиштима у градовима: Копривница, Крижевци и Иванић (Иванић Град), а крајем 16. века основана је и капетанија Ђурђевац. Почетком 18. века формиране су две пуковније: Ђурђевачка пуковнија и Крижевачка пуковнија. Од 1731. до 1765. године, седиште овог генералата била је утврда Копривница. Од 1765. до 1787. седиште генералата постала је утврда Бјеловар, а након 1787. године Загреб.
Током 1871. године, отпочео је процес развојачења војно-крајишких области, а први сектор Војне крајине који је подвргнут том процесу био је управо Вараждински генералат, који је исте године укинут и преуређен у новостворену Бјеловарску жупанију, у саставу Краљевине Хрватске и Славоније.